# Hieracium bathylepioides
Hieracium bathylepioides es una especie de planta con flor del género Hieracium, de la familia Asteraceae, orden Asterales.

## Distribución
Hieracium bathylepioides se distribuye por Noruega.

## Taxonomía
Fue descrita científicamente por Dahlst. ex Notø. Fue publicada en Tromsø Mus. Aarsh. 34: 8, 41 (1911).